# Élection présidentielle éthiopienne de 2018
L'élection présidentielle ethiopienne de 2018 a lieu au scrutin indirect le 25 octobre 2018 en Éthiopie. À la suite de la démission du président Mulatu Teshome, l'élection a lieu de manière anticipée un an plus tôt que prévu. 
Sahle-Work Zewde est élue à l'unanimité par le parlement et devient la première femme présidente du pays, un rôle essentiellement honorifique.

## Contexte
En avril 2018, la coalition au pourvoir, le Front démocratique révolutionnaire du peuple éthiopien (FDRPE) nomme Abiy Ahmed au poste de Premier ministre d'Éthiopie. Celui-ci se lance très vite dans un vaste programme de réformes, dont la libération de dissidents, une ouverture de l’espace démocratique ainsi que la paix avec l’Érythrée voisine, ce qui lui vaut une importante popularité,.
Abiy Ahmed est néanmoins issu de l'ethnie Oromo, dont il est d'ailleurs le premier membre à devenir Premier ministre. Or, le chef de l'État, le président Mulatu Teshome, est également Oromo. Bien que son mandat courre encore jusqu'en 2019, Teshome démissionne de manière inattendue le 24 octobre, sans doute dans le cadre de négociations entre les quatre partis composant la coalition au pouvoir, dont fait partie l'Organisation démocratique des peuples Oromo qui avait porté Teshome pour candidat en 2013. Une élection anticipée est organisée le lendemain.

## Système électoral

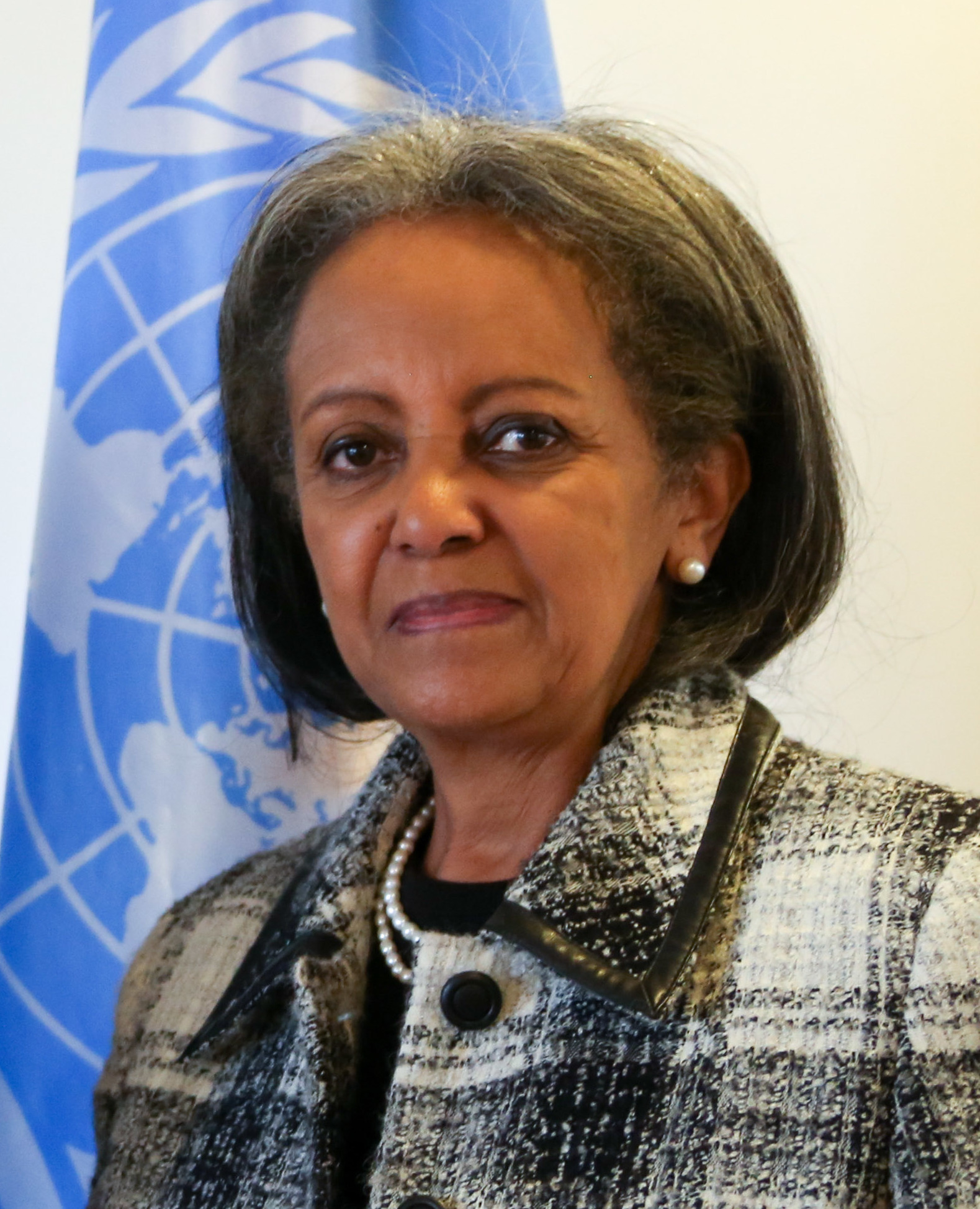
Sahle-Work Zewde en 2016

Le Président de la République démocratique fédérale d'Éthiopie est élu à la majorité des deux tiers par les deux chambres du Parlement de l'Éthiopie réunies en congrès, pour un mandat de six ans renouvelable une fois. Si aucun candidat n'atteint ce seuil, l'élection est faite à la majorité absolue puis, si toujours aucun candidat n'est élu au troisième tour de scrutin, la majorité relative suffit. L'élection par les parlementaires se fait de manière publique, à main levée. L’Éthiopie étant dotée d'un régime parlementaire, son président possède des attributions essentiellement symboliques et honorifiques, le premier Ministre détenant la majorité du pouvoir exécutif.

## Résultat
Sahle-Work Zewde, candidate Indépendante, est élue à l'unanimité. Elle devient ainsi la première femme à décrocher la présidence éthiopienne, et la seule femme chef d'État en Afrique au moment de son élection
Diplomate expérimentée, elle occupait le poste de représentante spéciale du secrétaire général de l’ONU Antonio Guterres auprès de l’Union africaine (UA). 
Auparavant ambassadrice en France - où elle a fait ses études -, à Djibouti et au Sénégal, Sahle-Work Zewde avait également été la représentante permanente de l’Éthiopie auprès de l’Autorité intergouvernementale pour le développement (Igad), le bloc régional est-africain.